# Alfred Neugebauer
Alfred Neugebauer, född 27 december 1888 i Wien, Österrike, död 14 september 1957 i Wien, var en österrikisk skådespelare.

## Filmografi (urval)
- 1952 – Herz der Welt
- 1938 – 1. April 2000
- 1938 – Der Postmeister
- 1939 – Mutterliebe
- 1939 – Hotel Sacher
- 1938 – Geld fällt vom Himmel